# Kuba zászlaja
Kuba zászlaját egy kubai költő, Teurbe Tolón tervezte 1849-ben a csillagos-sávos amerikai lobogó mintájára. A csillagot – amelynek La estrella solitaria (A magányos csillag) a neve, azért választották, hogy fényével mutassa a szabadsághoz vezető utat – Texas zászlajáról kölcsönözték. Idővel nemcsak a csillagot, hanem magát a kubai zászlót is La Estrella Solitariaként emlegették.
Először 1850. május 19-én vonták fel Cárdenasban, Kuba északi partvidékén, ahol Narciso López tábornok hatszáz emberével partra szállt, és sikertelen kísérletet tett arra, hogy felszabadítsa a szigetet a gyarmatosítók uralma alól.
A fehér szín a forradalmárok tiszta szándékait és az igazságot szimbolizálja, a vörös pedig a vért, amelyet a függetlenségért folytatott küzdelem során kiontottak.
A zászlót az 1959 utáni kommunista diktatúra sem változtatta meg.